# راجانی کانتا بارمان
راجانی کانتا بارمان (انگلیسی: Rajani Kanta Barman؛ زادهٔ ۱۲ مهٔ ۱۹۷۶) بازیکن فوتبال اهل بنگلادش بود.
از باشگاه‌هایی که در آن بازی کرده است می‌توان به باشگاه ورزشی محمدان (داکا) اشاره کرد.
وی همچنین در تیم ملی فوتبال بنگلادش بازی کرده است.